# Starring Rosi
Starring Rosi este un album de rock experimental în genul Krautrock al trupei Ash Ra Tempel. A fost înregistrat la Studio Dierks, Stommeln de către Dieter Dierks și a fost lansat pe LP prin Ohr.

## Tracklist
1. "Laughter Loving" (Göttsching) (8:00)
2. "Day-Dream" (Göttsching, Müller) (5:21)
3. "Schizo" (Göttsching) (2:47)
4. "Cosmic Tango" (Göttsching, Müller) (2:06)
5. "Interplay of Forces" (Göttsching, Müller) (8:58)
6. "The Fairy Dance" (Göttsching) (3:07)
7. "Bring Me Up" (Göttsching, Müller) (4:33)

## Componență
- Manuel Göttsching - chitară, voce, chitare acustice, bas, pian electric, mellotron, sintetizator, tobe conga
- Rosi Müller - voce, versuri (creditată ca 'Rosi')

cu
- Harald Groβkopf - baterie